# الیس لو
اَلیس لو (انگلیسی: Alice Lowe؛ زادهٔ ۳ آوریل ۱۹۷۷) کمدین، بازیگر و نویسنده است.
از فیلم‌ها یا برنامه‌های تلویزیونی که وی در آن نقش داشته است، می‌توان به لاک، ته دنیا و پلیس خفن اشاره کرد.